# Truist Park
Truist Park is sinds 2017 het honkbalstadion van de Atlanta Braves, dat uitkomt in de Major League Baseball.
In januari 2020 werd de naam van het stadion gewijzigd van SunTrust Park tot Truist Park. Het stadion bevindt zich in de stad Smyrna (Georgia), dat ongeveer 16 kilometer ten noordwesten van Atlanta ligt. Het voormalige stadion Turner Field, dat van 1997 tot en met 2016 de thuishaven van de clubs was geweest, werd in 2017 omgebouwd tot het Georgia State Stadium, een stadion voor American football.
Truist Park maakt deel uit van The Battery Atlanta, een entertainmentcomplex met restaurants en winkels. Op 31 maart 2017 werd er voor de seizoenskaarthouders van de Braves een vriendschappelijke wedstrijd tegen de New York Yankees gespeeld. Officieel opende Truist Park zijn deuren op 8 april 2017. De eerste reguliere wedstrijd van het MLB seizoen werd op 14 april 2017 gespeeld tegen de San Diego Padres. De jaarlijkse Major League Baseball All-Star Game zal hier in 2021 plaatsvinden.

## Feiten
- Geopend: 8 april 2017
- Ondergrond: Paspalum (Platinum TE Paspalum)
- Constructiekosten: 622 miljoen US $
- Architect: Populous (voorheen HOK Sport)
- Bouwer: Walter P Moore
- Capaciteit: 41.084 (2018)
- Adres: Truist Park, 755 Battery Avenue Southeast, Atlanta, GA 30339 (U.S.A.)

## Veldafmetingen honkbal
- Left Field: 335 feet (102,1 meter)
- Left Center: 385 feet (117,3 meter)
- Center Field: 400 feet (121,9 meter)
- Right Center: 375 feet (114,3 meter)
- Right Field: 325 feet (99 meter)